# Pennalticola rectangulum
Pennalticola rectangulum là một loài bướm đêm trong họ Noctuidae.